# Carl Lafite

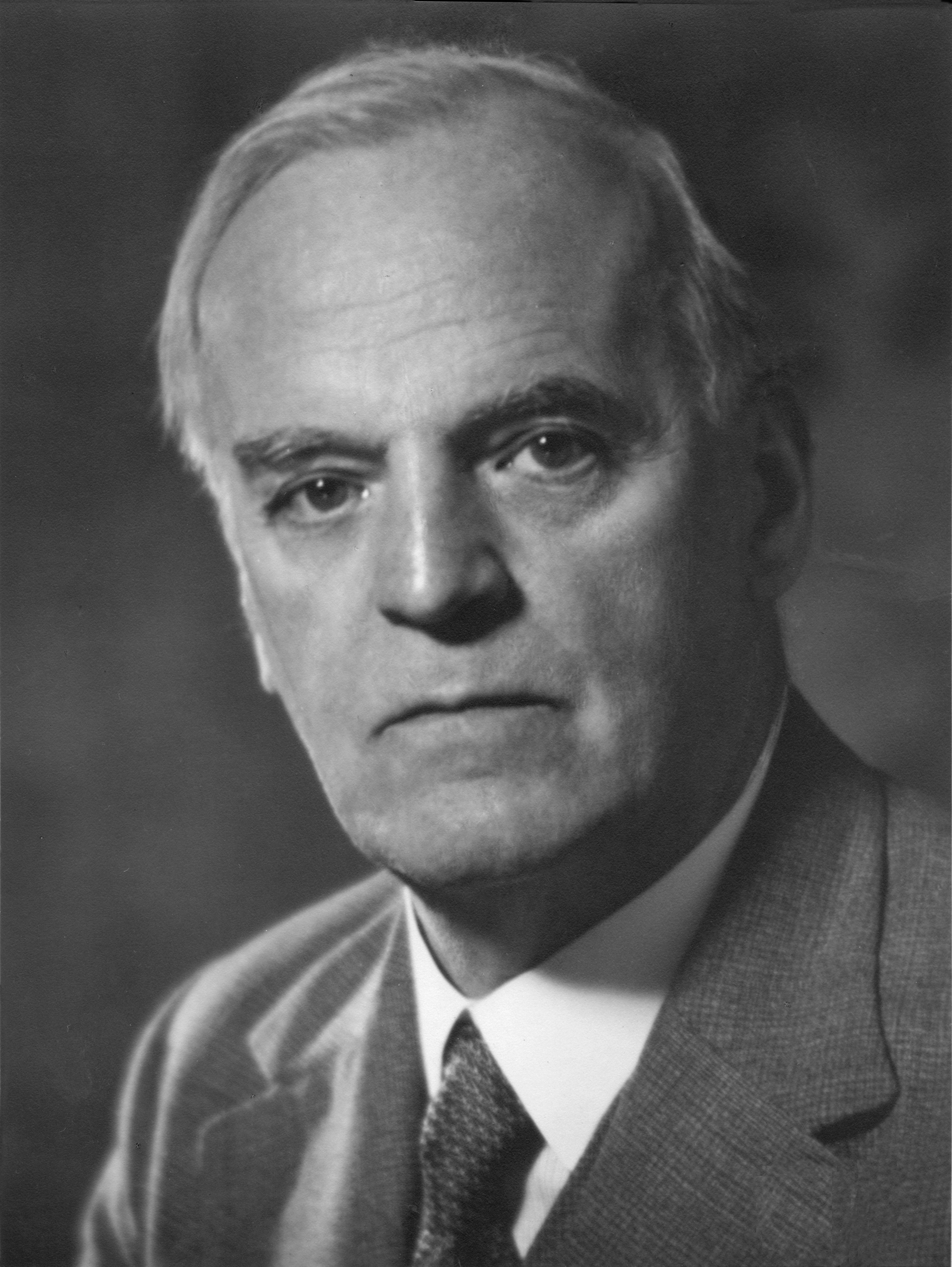
Carl Lafite, 1942

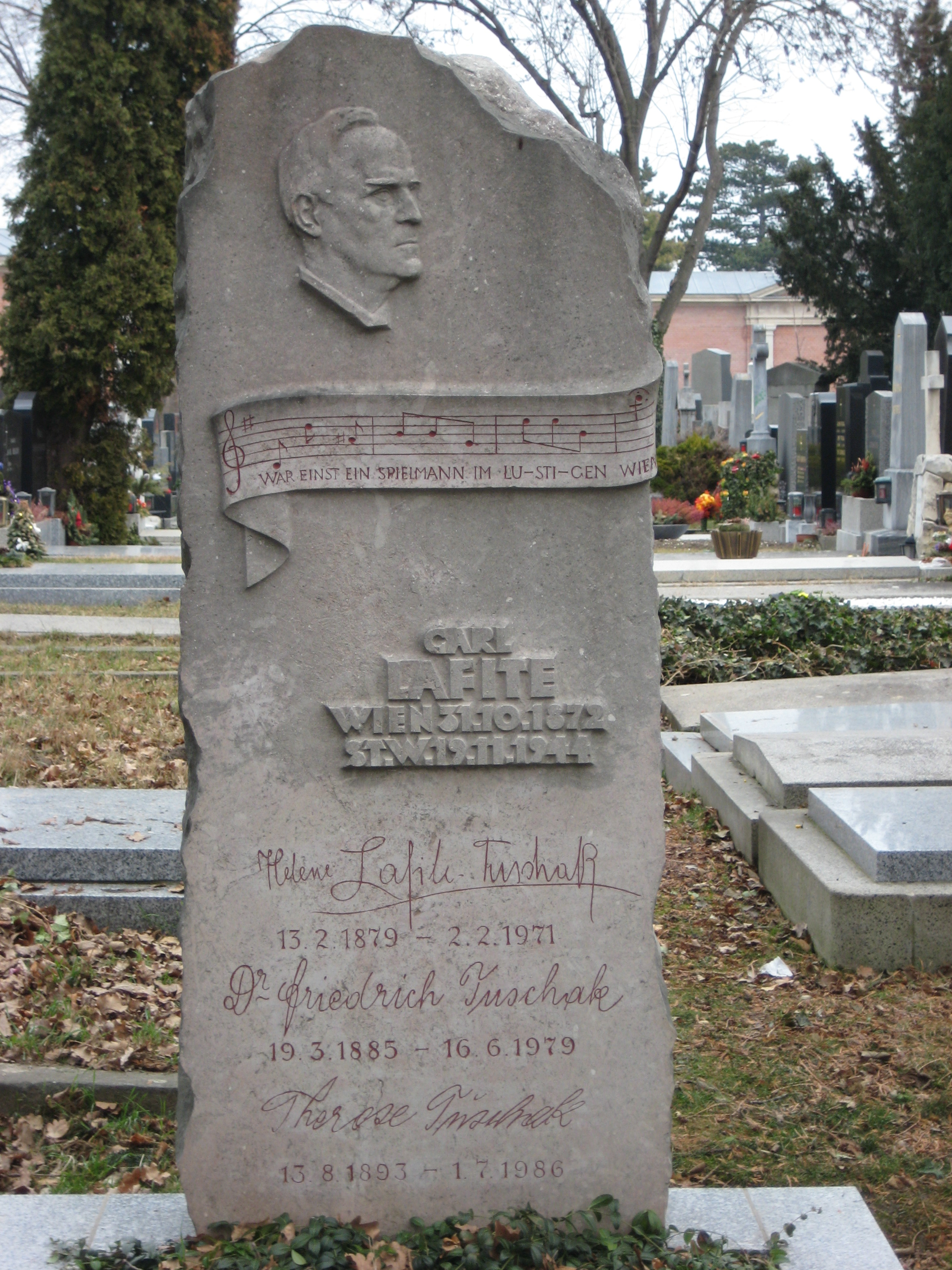
Grab auf dem Wiener Zentralfriedhof von Wolfgang Wallner

Carl Lafite (* 31. Oktober 1872 in Wien; † 19. November 1944 in Sankt Wolfgang im Salzkammergut) war ein österreichischer Komponist, Organist, Chorleiter, Dirigent, Programmgestalter, Organisator, Musikpädagoge, Kritiker und Klavierbegleiter zum Liedgesang.

## Leben
Carl Lafite, Sohn seines gleichnamigen Vaters, des Malers Carl Lafite (1830–1900), komponierte bereits 8-jährig eine Ritteroper. Frühe Anregungen erhielt er durch nachbarschaftliche Kontakte zu Eduard Strauß. Nach dem Besuch des Gymnasiums studierte er 1889–93 am Konservatorium der Gesellschaft der Musikfreunde in Wien Orgel und Klavier bei Anton Door sowie Komposition bei E. Robert, Johann Nepomuk Fuchs und Anton Bruckner. 1898 legte er die Staatsprüfung ab. Zuvor wirkte er in Olmütz (1894–96) als Lehrer der städtischen Musikschule für Orgel und Harmonielehre, wo er sogenannte „Schubertiaden“ veranstaltete. 1895 und 1897 konzertierte Lafite als Pianist mit dem Stargeiger František Ondříček, mit dem er Konzertreisen im Habsburgerreich und in Russland unternahm. Ab 1898 war er wieder in Wien.
Lafite war vielseitig tätig: als Organist (Piaristenkirche 1898–1910), als Musikpräfekt (K.K. Blindeninstitut 1898–01, Wiener Damenchorverein und Wiener Sängerbund ab 1900), als Chordirigent (Wiener Singakademie 1901–06 mit Schwerpunkt auf den großen Chorwerken der Wiener Klassik und der Frühromantik, zugleich Evangelischer Singverein, Wiener Sängerbund, für Franz Schalk 1910–12 Singverein der Gesellschaft der Musikfreunde in Wien). Lafite lehrte Grundlagen-Theorie 1906 in der Musikschule Duesberg und war 1909 Mitbegründer des Neuen Wiener Konservatoriums. 1928 gestaltete er mit Otto Erich Deutsch die offiziellen Schubert-Feiern. Im selben Jahr gründete er als spezielle Einrichtung der Akademie für Musik Stilbildungskurse für künstlerische Klavierbegleitung, die er bis 1938 führte. 1911 wurde Lafite als Generalsekretär der Gesellschaft der Musikfreunde (vor deren Zentenarfeier 1912) berufen. Er lenkte deren Geschicke in stürmischer Zeit bis 1921 und wechselte zur Direktion, als deren Mitglied (bis 1938) er deren Chronik 1912–37 verfasste. In der Öffentlichkeit präsent war Lafite auch durch Musikbetrachtungen als Kritiker wie Feuilletonist der Zeitungen Wiener Allgemeine Zeitung ab 1908, Neue Freie Presse, Neues Wiener Tagblatt und Oesterreichische Volkszeitung bis 1937. 1912 wurde er Mitglied der Wiener Burschenschaft Aldania.
Carl Lafite war seit 1915 mit der Feuilletonistin Helene Tuschak verheiratet. Sein Sohn aus einer früheren Verbindung war Peter Lafite, der Begründer der Österreichischen Musikzeitschrift, seine Schwiegertochter Elisabeth Lafite und seine Enkelkinder Marion Diederichs-Lafite und Carl Wolfgang Lafite. Er wurde auf dem Wiener Zentralfriedhof beigesetzt.

## Wirken
Als Komponist gestaltete Lafite Kunstmusik vielfach auch in Nähe zu Volksweisen; er schuf speziell Lieder mit Kammermusik tönend zu farbreich verschieden-geistigem Dichter-Wort, auch groß instrumentiert zu verschiedenen Anlässen. Er war gefragt – zum Start der Wiener Festwochen, für Bühnen in Berlin und Prag, die Universität Leipzig, für verschiedene Kirchen und auch zum frühen Tonfilm (Selenophon). Sein Schaffen publizierten mehrere Verlage, es erklang auch auf Schellackschallplatten. Im Chorwesen belebte Lafite tradierte Liedtafeln zu gehaltlich-gestalteten Programmzyklen. Lafite wirkte als Lehrer prägend; als Klavierbegleiter konzertierte er mit bedeutendsten Persönlichkeiten seiner Zeit. Sein Chorstück St. Michael erklang durch die Jahrzehnte, die meisten Chorvereinigungen ehrten ihn 1922–36 in Österreich – nachhaltig der Wiener Männergesang-Verein, Deutsche Sängerfeste schrieben ihm Anfragen. Das zur Schubertmusik bühneninszenierte Hannerl – in direkter Fortsetzung von Heinrich Bertés zeitgleichem Dreimäderlhaus – brachte besondere Wertschätzung. Die Fünf um Schubert ließ die „Schubertiade Hohenems“ 1998 aufführen.

## Rezeption
Lafite galt als einer der bedeutendsten Klavierbegleiter seiner Zeit. 1922 und 1923 begleitete er z. B. den jungen Váša Příhoda bei einigen von dessen frühen Wiener Konzerten.

## Werke (Auswahl)
Das Gesamtverzeichnis enthält über 500 Musikwerke.

### Schriften
- 51 gemischte Chöre, Sammlung Wiener Singakademie. (Jungmann & Lerch) Wien 1902
- Ton und Wort. Zeitschrift für Musik und Literatur, Pflege der zeitgenössischen Musik. Herausgeber Carl Lafite für das Neue Wiener Konservatorium, 1910 ff.
- Bach und Händel. Programmheft zur Hundertjahrfeier der Gesellschaft der Musikfreunde, Wien 1912
- Das Schubertlied und seine Sänger. (Edition Strache) Wien 1928
- Geschichte der K.K. Gesellschaft der Musikfreunde in Wien 1912–1937. (Holzhausen) Wien 1937
- Musik in Wien – Autobiografie, 1944 Band I. (Verlag Lafite) Wien 2023
- Wiener Volksmusik, 1947 Band II. (Verlag Lafite) Wien 2024
- Nachlass (Briefe, Kritiken, Feuilletons, Programme), MUSIKZEIT[4]

### Kompositionen
Lieder
Kompositionen mit Volksweisen aus Europa und Übersee, von Minneliedern, Gedichte der Klassik, Romantik zur Gegenwart. Opera 1-47 nummeriert, darauf Editionen vieler Verlage.
- Zwölf Lieder für Sopran / Tenor, Klavier (Doblinger, Wien 1894 / 1895)
- Duette, für Sopran u. Tenor, Klavier – von Robert Burns, Jens Peter Jacobsen, Anton Weiss (Robitschek, Wien 1902)
- „Vier Gesänge“. Japanisch, Meldung, An die Waldvögel, Ghasel (Universal Edition Wien 1911)
- Zehn Lieder. Texte: Ricarda Huch, Detlev von Liliencron, Fjodor Szologub, Otto Julius Bierbaum, Baron Münchhausen, Alfons Paquet, Ottokar Kernstock, Max Roden. Vokal, Klavier (Edition Strache, Wien 1918)
- Altdeutsche Minnelieder – Vokal, Klavier | Orchester (Text: Wolfgang Madjera, Carl Lafite: 1. Album, Urania 1921)
- Der Quell – Volkslied in Fassungen für Gesang, mit Klavier, Quartett (1925–1942)
- 12 Volkslieder – aus europäischen Kulturen (Wiener Musikverein 1926)
- 4 „Narrenlieder“ – William Shakespeare (Wiener Musikverein 1926)
- „Drei mystische Gesänge“. Vokal, Viola – Aus Des Knaben Wunderhorn (Doblinger, Wien 1929)
- Alt-Italienische Gesänge für Sopran, Kammerorchester – Sammlung Carl Lafite (1930)
- „Geistliche Lieder“ mit Orgel – Sammlung Carl Lafite: 4. Album (1930–1933)
- „Volkslieder aus der Gottschee“ – Gesangssammlung für Duette (1931–1939)
- Im Spätboot für Bariton mit Klavier – Conrad Ferdinand Meyer (1934)
- Der Cellospieler für Vokal, Cello, Klavier – Carl Zuckmayer (1936)
- Instrumentallieder für Vokal, Klavier, Quartett, Orchester – Grete Körber (1940)

Chormusik
Chöre a Cappella für Damen wie Männer, zu katholischem bzw. evangelischem Gottesdienst durch Orgel, in Satz wie Klang instrumental charakterisiert, auch mit Orchester erweitert.
- Sankt Michel – Ottokar Kernstock (Lied 1898 | Chor 1901)
- Altherrlicher Lindenbaum – August Kopisch (Lied 1899 | Chor 1902)
- Wanderlied – Heinrich Leuthold (Lied 1899 | Chor 1902)
- Reiterlied – Friedrich Schiller (1905)
- Seefahrers Abschied (1906)
- Das Lied vom Kegler Simon Gnu, Balladen aus dem alten Wien (1922)
- Weihe der Nacht (Friedrich Hebbel) 1925
- Kreuzfahrerlied – Walther von der Vogelweide (1926)
- Der Bannermann – Norwegisch (1928)
- Bauernmenuett – Volkslied (1929)
- Abendlied – Matthias Claudius (1930)
- Die Amsel – Volkslied (1933)

Musiktheater
- Stella und Antonie, Schauspielmusik – Otto Julius Bierbaum (Berlin 1903)
- Das kalte Herz, Märchenoper – Moriz Hörnes nach Wilhelm Hauff (Prag 1908)
- Der Musenkrieg, Komödie – O. J. Bierbaum (500 Jahre Universität Leipzig 1909)
- Die Hirtin und der Schornsteinfeger, Singspiel – Franz Blei, O. J. Bierbaum (Berlin 1910 / Kurt Pahlen, Volksoper Wien 1932)
- Stille Musik, Schauspielmusik zu 4 Akten – Rudolf Holzer nach Grillparzer (Baden 1910 / Raimundtheater 1927 / Burgtheater Wien 1932)
- Der arme Augustin, Tanzspiel 2 Bilder – Leo Feld (Universal-Edition, Wien 1916)
- Hannerl, Singspiel in 3 Akten zu Schubert-Melodien – (Auftrag W. Karczag 1916, im Raimund-Theater ab 1918 200x, international auf 30 Bühnen, 1942 Franz Stoß)
- Der Kongress tanzt, Singspiel zu Mozart-, Beethoven-Melodien – Julius Bauer, Hugo Wittmann (Verlag k. k. Theater an der Wien 1918)
- „Die Stunde“, 3 Einakter: Unterwegs, Sturm, Als Geschiedene empfehlen sich – Leo Feld (1916-1925, Braunschweig 1926)
- Das unsichtbare Königreich, Suite – Leo Feld / Märchen Richard Volkmann (1925)
- Fünf um Schubert, Musikspiel in 3 Akten – Hermann Heinz Ortner (RAVAG 1928)

Hörspiel / Melodramen
- Das Lied vom Kaufherren Kalaschnikoff, Konzertoper 1925 (nach russ. Volksepos Michail Jurjewitsch Lermontow)
- Monolog des König Arthus – Eduard Stucken (Konzerthaus Wien 1927)
- Der liebe Augustin, Melodram – Franz Karl Ginzkey (Konzerthaus Wien 1929–31)
- Strauss-Walzer, Melodram 6 Stücke – Hans Müller (Konzerthaus Wien 1930)
- Ball im Apollosaal, Melodram – Franz Karl Ginzkey (Konzerthaus Wien 1931)
- „Faust I / II“, Ariels Gesang, Der Türmer – Johann Wolfgang von Goethe (Wien 1932)
- Heilige Nacht, Weihnachtsspiel 9 Nummern – Ludwig Thoma (Hofburg, 1933)

Film
- Der Musikant von Eisenstadt, zu Joseph Haydn: Idee, Drehbuch, Musik (1931–33)

## Ehrungen
- Ritter des Franz-Joseph-Ordens
- Professor-Titel des Bundesministeriums für Unterricht (1926)
- Bürger der Stadt Wien (1932)
- Österreichisches Verdienstkreuz für Kunst und Wissenschaft (1937)
- Benennung der Lafitegasse in Wien-Ober Sankt Veit (1952)
- Gedenkfeier zum 150. Geburtstag im Wiener Musikverein (2022)